# 13704 Алетезі
13704 Алетезі (13704 Aletesi) — астероїд головного поясу, відкритий 13 серпня 1998 року.
Тіссеранів параметр щодо Юпітера — 3,219.